# L.P. Holmblad
Lauritz Peter Holmblad (8. juli 1815 i København – 16. november 1890) var en dansk fabrikant.

## Ungdom og læretid
L.P. Holmblad nedstammede fra en i sidste halvdel af det 18. århundrede her til fra Sverige indvandret farver Jacob Holmblad (d. 1806), der fik ansættelse ved det kgl. militære Uldmanufaktur. Hans søn Lauritz Holmblad (d. 1827) drev også farveri, men tillige en sæbefabrik, og farveriet blev i familien, i det endnu sønnesønnen Carl Frederik Holmblad (1800-1861) virkede som farver og fabrikant. Andre sønnesønner gik imidlertid andre industrielle veje. Den ældste af dem, agent Jacob Holmblad (død 1837), tilvirkede lak, lim, sæbe og spillekort, og den næstældste, Rasmus Holmblad (død 1821), drev med en af de første dampmaskiner i København en melmølle på hjørnet af Nørrevold og Sankt Peders Stræde. Men slægtens industrielle betydning ligesom samledes i L.P. Holmblad, født i København som den ældste søn af ovennævnte agent Jacob Holmblad og Christiane Marie f. Schack. Han blev 1833 eksaminand ved Polyteknisk Læreanstalt og 1837 polyteknisk kandidat i anvendt naturvidenskab, men der levnedes ham ikke tid til videre teoretisk uddannelse, thi kort efter at han havde taget sin eksamen, døde faderen, og han tiltrådte nu, 22 år gammel, for sin moder bestyrelsen af faderens efterladte fabrikker, en spillekort-, sæbe- og lakfabrik på hjørnet af Gothersgade og Regnegade samt en limfabrik i forbindelse med et marvoliekogeri på Amagerbro. Han kom tidlig til ansvarsfuldt arbejde, hvad der hurtig modnede ham. 1841 forøgede han virksomheden med et trankogeri, og da moderen 1842 overdrog ham fabrikkerne, havde han større planer. Tiden vendte sig fra de gamle, mangelfulde talglys, og en stearinlysfabrik var derfor et tidssvarende foretagende. Med stor bekostning anlagde han en sådan efter de nyeste principper; i februar 1843 solgtes første gang lys fra den, og afsætningen voksede så betydelig, at den allerede i 1847 væsentlig måtte udvides. Og denne fabrik blev i sin retning den centrale her i landet, med hvilken tid efter anden forskellige, af andre anlagte, fabrikker forenedes. 1846 og 1861 købte Holmblad Således to mindre lysfabrikker og i 1880 den af etatsråd J.C.A. Bock anlagte Aspske stearinlysfabrik. 1845 anlagde Holmblad Endnu en dampoliemølle. Det var en ikke ringe virksomhed, han således efterhånden kom i spidsen for, og i det han stadig fulgte med i tidssvarende udvikling af sine fabrikker, fik hans forretninger efterhånden et sådant omfang, at han troede det rigtigt at tage borgerskab som grosserer (1858).

## Økonomisk succes
Den dygtige måde, hvorpå han ledede sin virksomhed, blev imidlertid ikke ubemærket. Andetsteds ville man også nyde godt af hans med klog besindighed forenede betydelige forretningsdygtighed. Fra 1846-59 var han således Borgerrepræsentant i København, 1857 blev han kurator ved Vajsenhuset og samme år medlem af kommissionen til overvejelse af foranstaltninger i anledning af pengekrisen, 1860 medlem af komiteen for Frederiksborg Slots genopførelse, 1861 handelskyndigt medlem af Sø- og Handelsretten (til 1865) og 1863 medlem af bankrådet for Privatbanken. De ulykkelige begivenheder i 1864 tyngede hans levende fædrelandssind, men da det efter fredsslutningen gjaldt om at anspænde alle kræfter, holdt han sig ikke tilbage. I den betydelige økonomiske udvikling, som efter en tids forløb indtrådte, blev der da også lagt stærkt beslag på ham. 1870 blev han medlem af bestyrelserne for Det Forenede Dampskibs-Selskab og Det Store Nordiske Telegraf-Selskab, 1872 for Burmeister & Wains maskin-og skibsbyggeri og 1874 for De Danske Sukkerfabrikker, ikke at tale om, at han i 1883 blev næstformand og 1886 formand for søforsikringsselskabet De private Assurandører, 1885 medlem af bestyrelsen for Svitzers Bjærgningsentreprise og 1886 for Nye Danske Brandforsikringsselskab. Overalt lagde man beslag på ham, og overalt blev den høje mand med det myndige, lidt strenge udtryk hørt. Man skattede hans arbejdsomhed, retsindighed og takt. Og han havde endnu andre egenskaber.

## Lokal mæcen på Amager
Omkring den efter faderen arvede limfabrik på Amagerbro havde han ved køb af en række tilgrænsende jordstykker efterhånden samlet en større ejendom, hvor han ikke alene drev jordbrug, men anlagde en stor have. Hans sans for alt skønt viste sig her ligesom i hans smagfulde, kunstnerisk udstyrede, gæstfrie hjem. Det var væsentlig hans 2. hustru, der her stod ved hans side. 23. juni 1838 havde han ægtet Aurora Rosalie Therese Emilie Lindenberg (f. 19. december 1814), datter af fabrikant Chr. Lindenberg i Leiden, men hun døde allerede 23. august 1839, og 22. september 1846 indgik han 2. ægteskab, med Caroline Marie Elisabeth Schack (f. 24. februar 1820), datter af etatsråd, kammeradvokat Gregers Schack. Holmblad elskede sit hjem, familiehjemmet med de gamle portrætter, men han elskede også den ø, på hvilken det lå. I de store foretagender, hvortil han var knyttet, regnede han ypperlig med de store internationale forhold, men udviklingen af amagers små forhold lå ham desuagtet altid på sinde. Han var kirkeværge for Sundby Kirke, gav rige gaver til asyler, skoler og kirker og kom tidlig i et næsten patriarkalsk forhold til øen og dens beboere, hvis gamle dragt han så gerne ville se bevaret. Da han i 1885 fyldte 70 år, kom der lykønskende deputationer til ham fra alle øens byer. Han elskede som sagt Amager, hvortil hans virksomhed så væsentlig var knyttet, og efter en ildebrand, som i 1880 overgik hans fabrikker her, så han lejlighed til at flytte endnu en af sine fabrikker her ud, sæbefabrikken i Gothersgade. Men hans åbne hånd kendtes også andetsteds end på amager. Han gav gerne, ja arbejdede personlig i velgørende institutioner. Nævnes kan således Vajsenhuset i København. Efter fra 1857 at have været kurator ved det blev han 1870 den ene af dets 3 direktører, og han lagde 1874 grundstenen til dets nye bygning i Nørre Farimagsgade. Her skal også nævnes hans virksomhed i og for Foreningen for Erhvervelsen af Kunstnerboliger med Ateliers (Kunstnerhjemmet), i hvilken han 1876 blev formand. Det er efter hans dygtige foretagsomhed naturligt, at han blev hædret på forskellig måde, og således blev han da etatsråd 1866, Kommandør af Dannebrog af 2. grad 1875 og af 1. grad 1880. 16. november 1890 døde han.
Fra 1872 var hans ældste søn, cand.polyt., fabrikant og grosserer Jacob Arnold Christian Holmblad (født 13. juli 1839, død 8. december 1904), hans kompagnon i firmaet L.P. Holmblad. En anden søn, grosserer Andreas Julius Lauritz Holmblad (født 28. oktober 1852, død 17. juni 1896), blev 1877 efter at have ægtet en datter af etatsråd Ole Bernt Suhr, Anna Dorothea Suhr, aktiv chef i handelshuset J.P. Suhr & Søn og var tillige siden 1882 græsk generalkonsul.
Hans virksomhed indgik i 1919 i A/S Det Danske Medicinal- og Kemikalie-Kompagni (Medicinalco A/S), mens den farve- og lakvirksomhed som oprindeligt indgik i hans farfar Jacob Holmblads virksomhed Jacob Holmblad & Søn – siden Holmblad & Co.’s Eftf. – fusionerede i 1912 med A/S Sadolin & Holmblad.
Efternavnet Holmblad har givet navn til gaden Holmbladsgade på Amager.